# 李來儀
李來儀（？年—？年），字韶九，號丹崖，浙江湖州府長興縣人，貢生，康熙四十五年任廣東大埔縣知縣，康熙五十一年冬任中江縣知縣，康熙五十三年甲午秋署理鄰水縣知縣，康熙五十四年任隆昌縣知縣，康熙五十五年任成都府同知（管水利），康熙五十七年任重慶府知府。曾任夔州府知府，因隱匿夔關稅羨銀兩一案被追銀。